# Christine Ohuruogu
Christine Ijeoma Ohuruogu (17 de maig de 1984 a Londres) és una atleta britànica d'origen nigerià especialista en els 400 metres llisos, prova en la qual es va proclamar campiona olímpica el 2008, i campiona mundial el 2007 i 2013.

## Trajectòria
El 2003 va ser tercera en el Campionat Europeu Junior, i en 2005 va guanyar la medalla de plata en el Campionat Europeu Sub-23.
Al Campionat Mundial de 2005 de Hèlsinki, va aconseguir la medalla de bronze en el relleu de 4x400 m, al costat de Llegeix McConnell, Donna Fraser i Nicola Sanders.
En 2006 va guanyar la medalla d'or en els Jocs de la Mancomunitat en derrotar a la gran favorita, la campiona olímpica i mundial Tonique Williams.

### Sanció d'un any
Ohuruogu va rebre una sanció d'un any al no presentar-se a tres controlis antidopatge fora de competició. L'Associació Olímpica Britànica li va imposar una prohibició per a tota la vida per competir en els jocs olímpics amb Gran Bretanya, però va guanyar el recurs interposat davant aquest comitè. La sanció va expirar just abans del començament del mundial que s'anava a celebrar en Osaka.

### Títol mundial i olímpic
Als pocs dies d'acabar la seva sanció, va guanyar la medalla d'or en el Campionat Mundial de 2007 amb un temps de 49,61 segons, quedant per davant del seu compatriota Nicola Sanders.Ohuruogu també va formar part de l'equip de relleus britànic que va guanyar la medalla de bronze en el 4x400 metres.
Als Jocs Olímpics de Pequín 2008 es va proclamar campiona olímpica amb un temps de 49,62 s, derrotant a Shericka Williams i a la gran favorita, la nord-americana Sanya Richards.
Va participar en el Campionat Mundial de 2011, però va ser desqualificada per una sortida en fals en la seva sèrie de 400 metres.
Ohuruogu va guanyar la medalla de plata als Jocs Olímpics de Londres 2012. Es va presentar en l'estadi, situat a pocs minuts de la casa on es crio, per intentar revalidar el títol que va aconseguir de forma sorprenent quatre anys enrere, però va ser superada per Sanya Richards.

### Segon títol mundial
El 2013 va guanyar la medalla d'or en el Mundial de Moscou superant a Amantle Montsho en un final molt ajustat que es va tenir de decidir en la foto finish, sortint vencedora Ohuruogu per tan sol quatre mil·lèsimes.Va guanyar amb un temps de 49,41 segons, batent el rècord britànic que estava en possessió de Kathy Cook des de 1984, i es va convertir en la primera dona britànica a guanyar dos títols mundials.Uns dies més tard, va guanyar la medalla de bronze amb el relleu de 4x400 metres.

## Palmarès
| Any  | Competició                         | Lloc      | Lloc   | Prova        | Marca   |
| ---- | ---------------------------------- | --------- | ------ | ------------ | ------- |
| 2003 | Campionat Europeu Junior           | Tampere   | Bronze | 400 metres   | 54,21   |
| 2003 | Campionat Europeu Junior           | Tampere   | Bronze | 4x400 metres | 3:38,96 |
| 2004 | Jocs Olímpics                      | Atenes    | 4a.    | 4x400 metres | 3:25,12 |
| 2005 | Campionat Europeu Sub-23           | Erfurt    | Plata  | 400 metres   | 50,73   |
| 2005 | Campionat Europeu Sub-23           | Erfurt    | Plata  | 4x400 metres | 3:31,64 |
| 2005 | Campionat Mundial                  | Hèlsinki  | Bronze | 4x400 metres | 3:24,44 |
| 2006 | Jocs de la Mancomunitat            | Melbourne | Or     | 400 metres   | 50,28   |
| 2007 | Campionat Mundial                  | Osaka     | Or     | 400 metres   | 49,61   |
| 2007 | Campionat Mundial                  | Osaka     | Bronze | 4x400 metres | 3:20,04 |
| 2007 | IAAF World Athletics Final         | Stuttgart | Bronze | 400 metres   | 50,20   |
| 2008 | Jocs Olímpics                      | Pequín    | Or     | 400 metres   | 49,62   |
| 2008 | Jocs Olímpics                      | Pequín    | 5a.    | 4x400 metres | 3:22,68 |
| 2012 | Jocs Olímpics                      | Londres   | Plata  | 400 metres   | 49,70   |
| 2012 | Campionat Mundial en Pista Coberta | Istanbul  | Or     | 4x400 metres | 3:28,76 |
| 2013 | Campionat Europeu en Pista Coberta | Göteborg  | Or     | 4x400 metres | 3:27,56 |
| 2013 | Campionat Mundial                  | Moscou    | Or     | 400 metres   | 49,41   |
| 2013 | Campionat Mundial                  | Moscou    | Bronze | 4x400 metres | 3:22,61 |